# Thymallus svetovidovi
Thymallus svetovidovi és una espècie de peix de la família dels salmònids i de l'ordre dels salmoniformes.

## Morfologia
- Els mascles poden assolir 39,6 cm de longitud total.
- Nombre de vèrtebres: 50-52.[4]

## Hàbitat
És un peix d'aigua dolça, de clima temperat i pelàgic.

## Distribució geogràfica
Es troba a les capçaleres del riu Ienissei (Mongòlia).

## Observacions
És inofensiu per als humans.